# Crocodylus suchus
Crocodylus suchus (лат.) — вид настоящих крокодилов. Ранее считался подвидом нильского крокодила, от которого отличается генетически.

## Название
Видовое название suchus происходит от имени древнеегипетского бога Себека (др.-греч. Σοῦχος [Soûkhos], егип. sbk), ассоциирующегося с крокодилами. В англоязычной литературе по отношению к виду используются народные названия West African crocodile («западноафриканский крокодил»), desert crocodile («пустынный крокодил») и sacred crocodile («священный крокодил»).

## Внешний вид
Взрослые особи обычно достигают длины 2—3 м, редко вырастая более 4 м. Новорождённые крокодилы достигают длины 20—28 см. Морда короткая и широкая, расстояние между глазами и кончиком морды в 1,5—2 раза больше ширины головы на уровне переднего края глаза. Общая окраска обычно коричневатая или оливковая. Молодые крокодилы более бледные, с чёрными крапинками и пятнами на спине и хвосте. От нильского крокодила отличается меньшими размерами, более плоской и широкой головой с более бугристой поверхностью и менее заострённым рылом.

## Распространение
Населяет Мавританию, Бенин, Нигерию, Нигер, Камерун, Чад, ЦАР, Экваториальную Гвинею, Сенегал, Мали, Гвинею, Гамбию, Буркина-Фасо, Гану, Габон, Того, Кот д'Ивуар, Демократическую Республику Конго, Республику Конго и Уганду.

## Образ жизни
Молодые C. suchus питаются в основном рыбой и беспозвоночными. По мере роста в их рацион включаются более крупные животные. Уступая в размерах нильскому крокодилу, но оставаясь достаточно крупным хищником, взрослый пустынный крокодил может питаться крупной добычей, включая копытных, африканских ламантинов и больших кошек. Также зафиксированы нападения на людей и домашних животных.
Активен и днём, и ночью. Хорошо плавает. Может погружаться под воду почти на час. На суше как правило неподвижно греется на солнце, хотя может развивать скорость до 30 км/ч. Роет норы у кромки воды, которые использует как убежища.. Некоторые популяции Мавритании приспособились к пустынному климату и в сухой сезон остаются в пещерах и укрытиях. Во время дождей рептилии собираются в гельтах.

## Таксономия

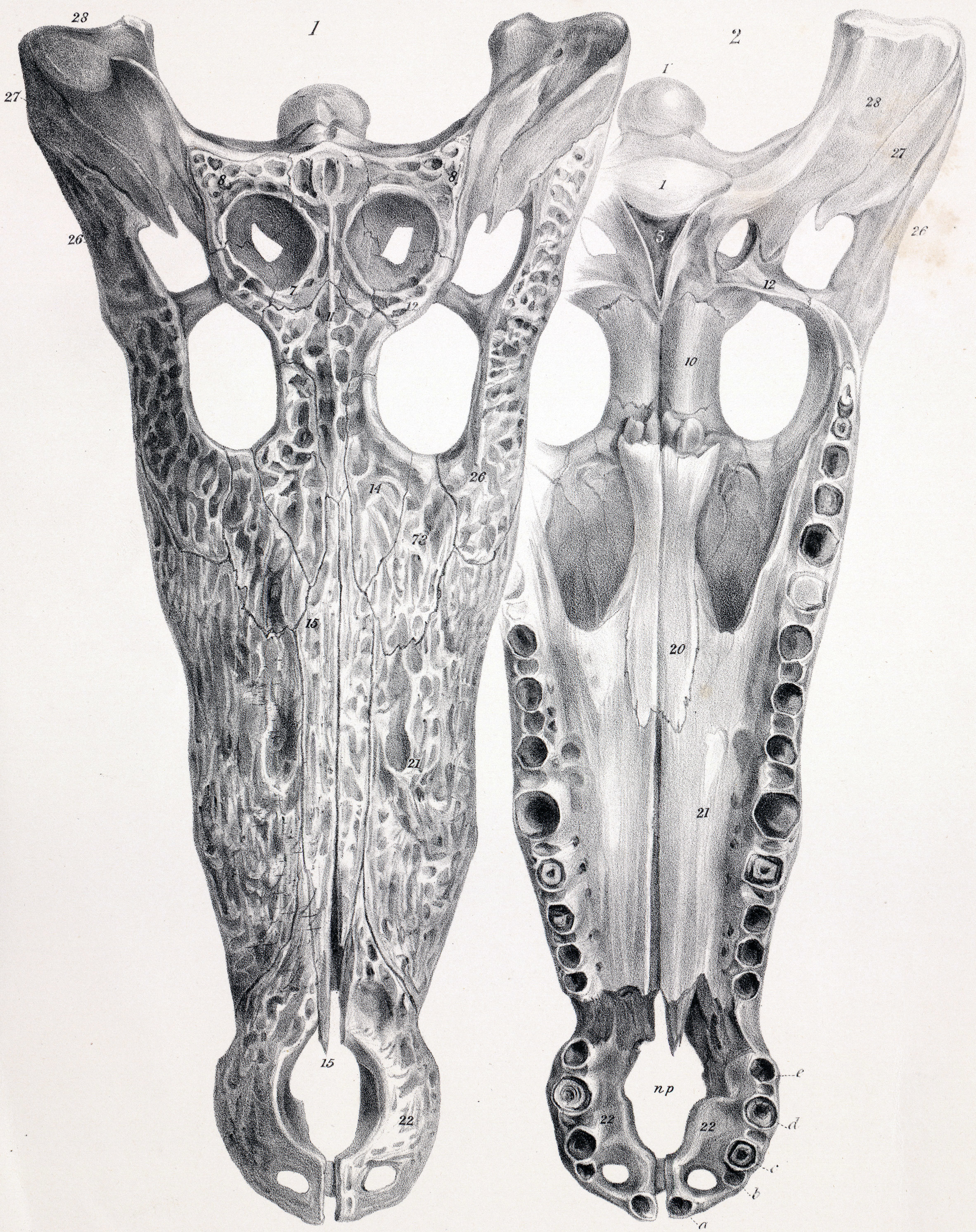
Череп мумии C. suchus, 1870-е

В 1807 году Этьен Жоффруа Сент-Илер, просматривая черепа древнеегипетских мумий крокодилов, обнаружил, что они отличаются от черепов нильского крокодила, и описал их как новый вид, Crocodilus suchus. Однако долгое время он всё равно считался синонимом нильского, пока в 2011 исследование нильских крокодилов, а также их мумий не показало, что они представлены двумя разными видами, отличающимися генетически. При этом было установлено, что западноафриканский вид, имеющий 34 хромосомы, имеет более базальное положение по отношению к восточному, имеющему 32 хромосомы и образующему кладу вместе с четырьмя представителями рода Crocodilus Нового света, сестринскую западноафриканскому виду. Примечательно, что все исследованные мумии относились к C. suchus.

## Взаимодействие с человеком

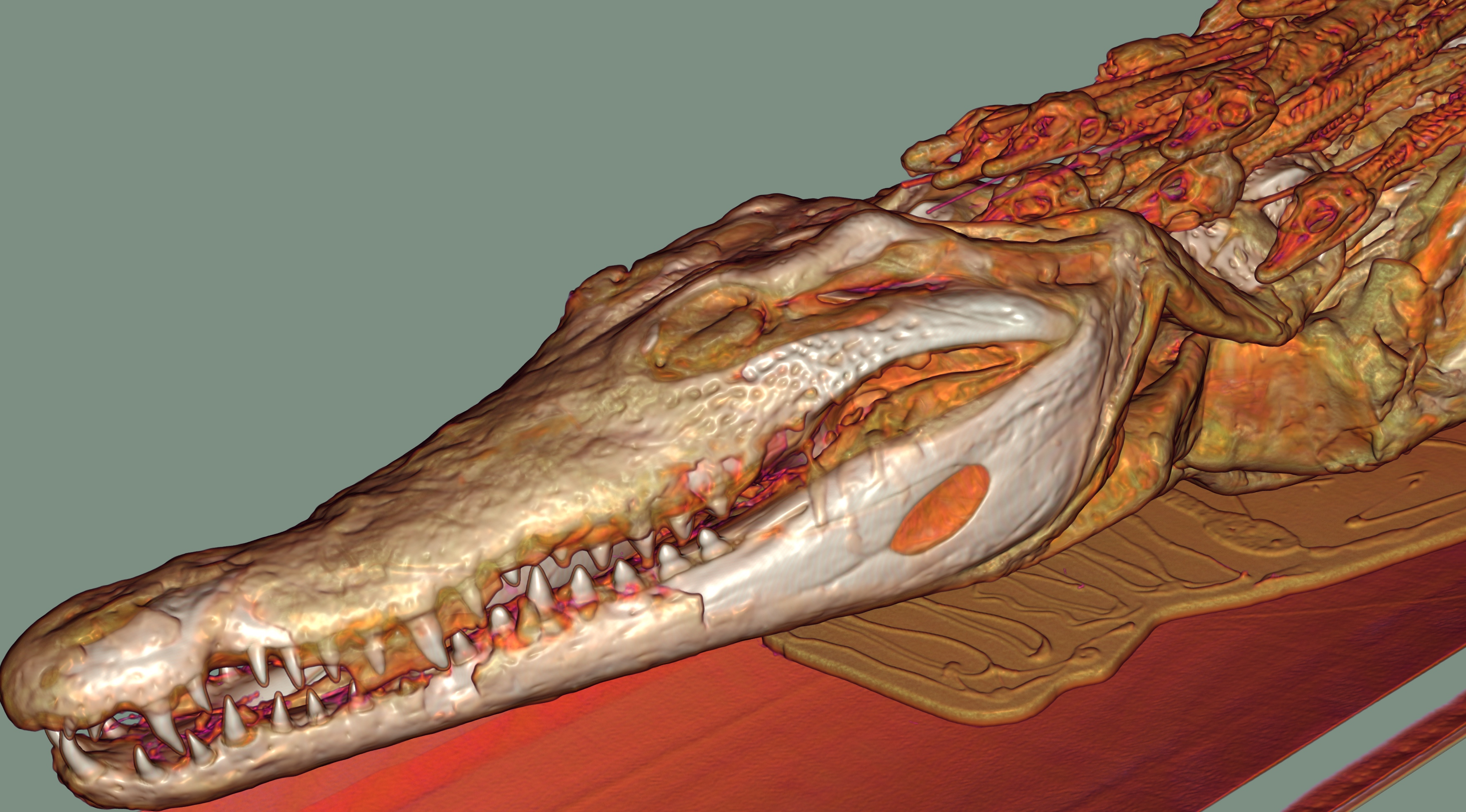
КТ скан мумии крокодила с детёнышами на спине

Древние египтяне поклонялись богу Себеку, имевшему голову крокодила. Он ассоциировался с фертильностью, защитой и властью фараона. Отношения людей и Себека виделись первым неоднозначными, так же, как и отношения с C. suchus: иногда они охотились на крокодилов и поносили Себека, а иногда видели в нём защитника, покровителя и источник власти правителя. C. suchus имели у египтян репутацию более сообразительных и спокойных, чем нильские, поэтому они были выбраны для ритуальных целей. Последние исследования ДНК показывают, что все мумии крокодилов из обследованных гробниц относятся именно к этому виду.

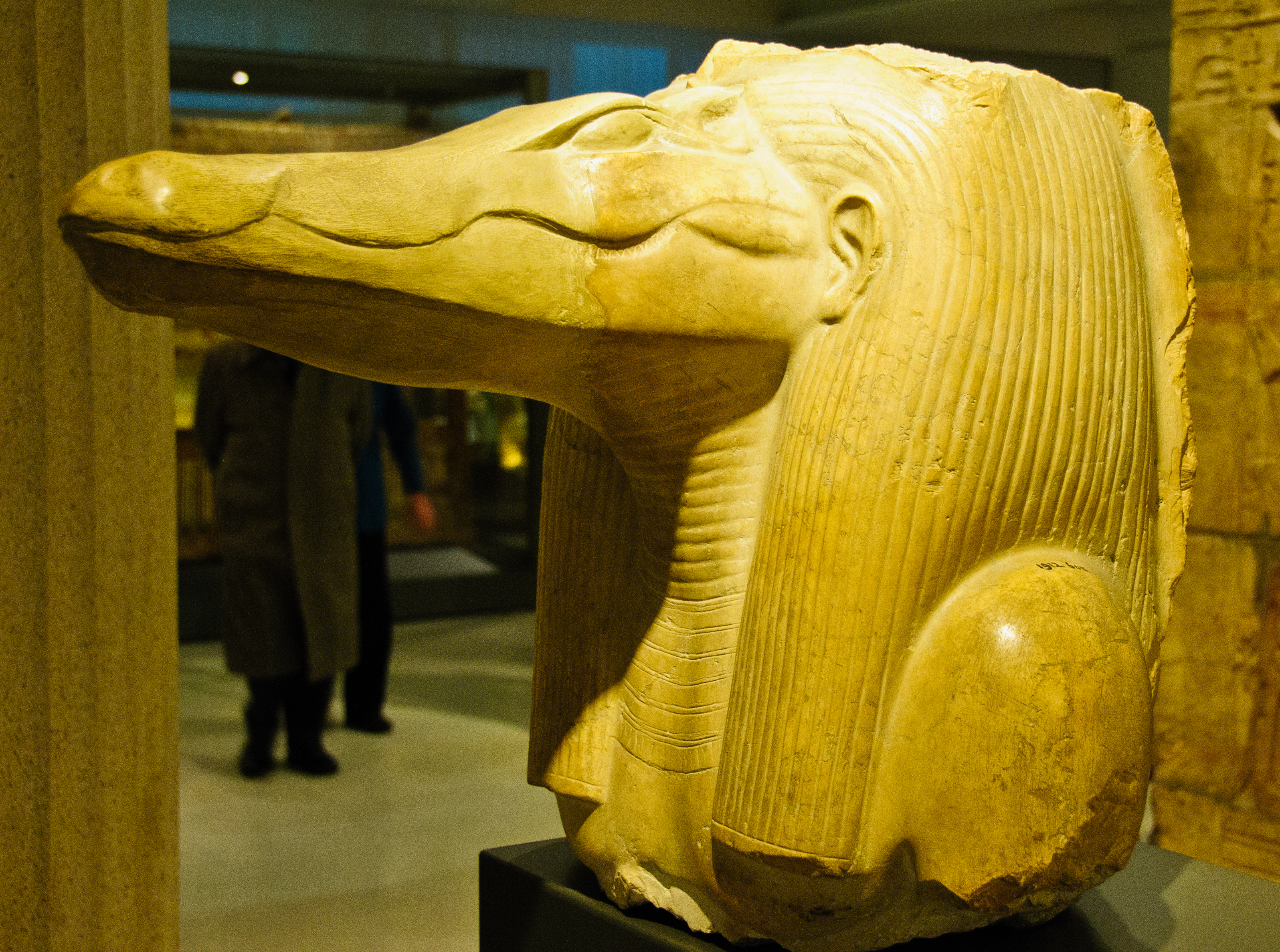
Бюст Себека, древнеегипетского бога-крокодила

Себека изображали как крокодила, мумифицированного крокодила или человека с головой крокодила. Центром его культа был город Арсино в Фаюмском оазисе, известный древним грекам как «Крокодилополис». Другой большой храм Себека находится в Ком-Омбо, иные — по всей территории страны.
C. suchus исторически жили в Ниле в Нижнем Египте наряду с нильскими крокодилами. Геродот утверждал, что древнеегипетские жрецы знали о разнице между видами и отлавливали для последующего содержания именно «западноафриканцев». Он же писал, что некоторые египтяне держали крокодилов в качестве домашних питомцев, а в храме в Арсино в бассейне жила рептилия, которой поклонялись, кормили и покрывали драгоценностями. Когда крокодил умирал, его мумифицировали, помещали в саркофаг, а затем хоронили в гробнице. В египетских захоронениях археологи обнаружили множество мумий C. suchus и даже крокодильи яйца.
Древние египтяне использовали заклинания, чтобы задобрить крокодилов. Даже современные нубийские рыбаки используют магический подход и помещают их у дверного косяка, чтобы защититься от зла.
В настоящее время жители Мавритании, живущие бок о бок и часто сталкивающиеся с C. suchus, оберегают и защищают их. Это связано с их верой в то, что не только крокодилам необходима вода, но и самой воде нужны крокодилы. Поэтому если они исчезнут, вода тоже пропадёт.

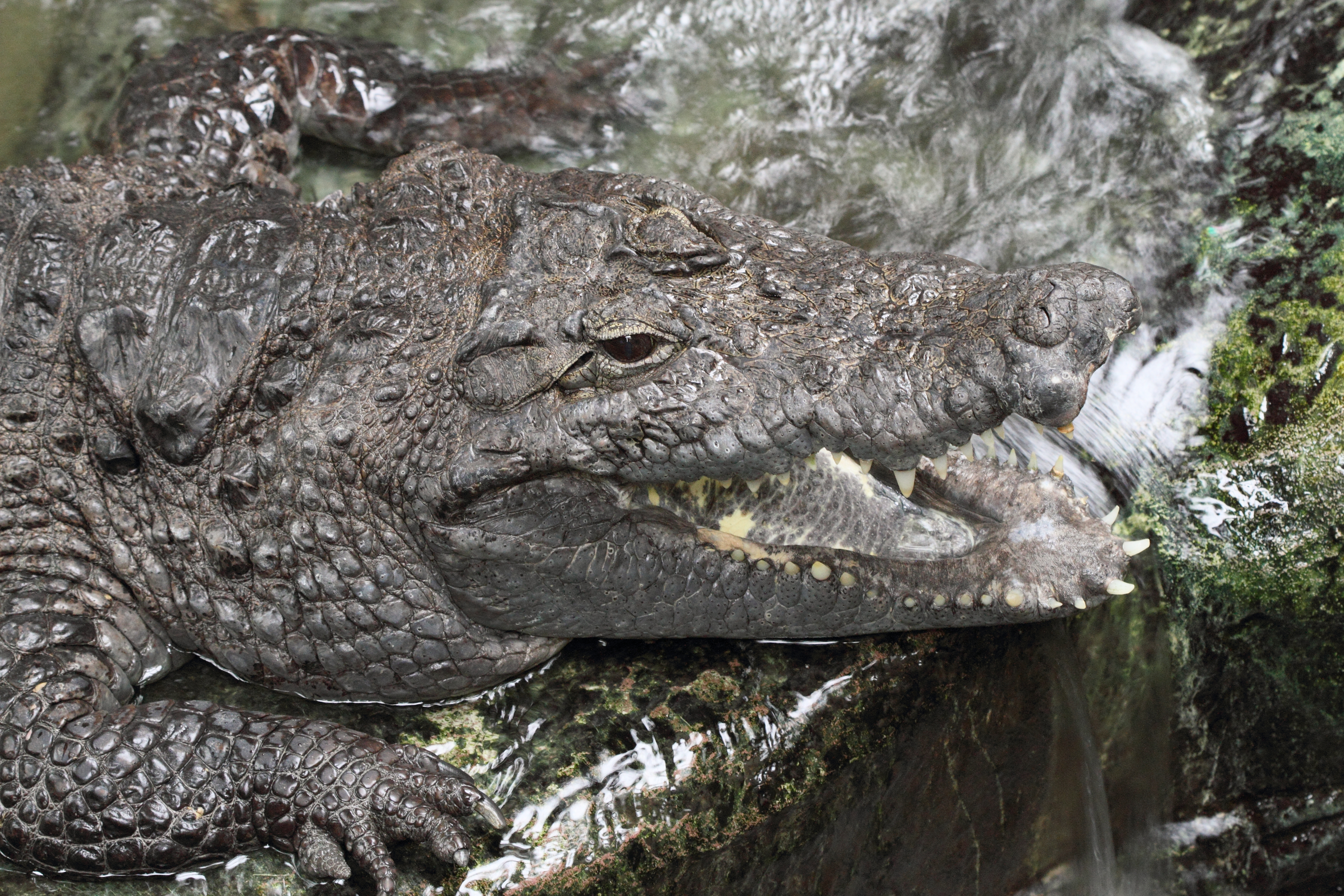
C. suchus в Копенгагенском зоопарке

Один C. suchus содержится во Флоридском зоопарке, по паре имеется в Копенгагенском и Дублинском.

## Охранный статус
Даже в 1920-е годы музеи всё ещё продолжали получать экземпляры C. suchus, обитавшие в Ниле на территории Судана. Последние исследования показали, что численность этого вида сокращается и он вымер на протяжении большей части своего исторического ареала, но несмотря на это, C. suchus пока ещё не признаны отдельным от С. niloticus видом в списке IUCN (2011).